# Halladay Motors Corporation
Halladay Motors Corporation, vorher Halladay Motor Car Company, war ein US-amerikanischer Hersteller von Automobilen.

## Unternehmensgeschichte
E. D. Baxter, J. N. Horne, T. E. Huth, George B. Stacey und Y. F. Stewart aus Ohio bildeten eine Investorengruppe. Sie übernahmen 1917 von der Barley Motor Car Company deren Halladay-Abteilung. Sie setzten die Produktion von Automobilen fort. Der Markenname blieb Halladay. Als Standorte sind zunächst Attica, Lexington, Mansfield und Warren genannt, wobei nur in Attica und Warren produziert wurde.
1920 zog das Unternehmen nach Newark und firmierte nun als Halladay Motors Corporation. Die Verkäufe liefen schlecht. Im Dezember 1921 wurde die Marke Falcon für billigere Fahrzeuge angekündigt. Ein Fahrzeug stand im Januar 1922 auf einer Automobilausstellung in New York City. Eine Serienproduktion kam nicht mehr zustande. Bereits im März 1922 folgte die Insolvenz. Damit endete die Produktion.
Insgesamt entstanden über 300 Fahrzeuge.

## Fahrzeuge

### Markenname Falcon
Der Four hatte einen Vierzylindermotor mit 20 PS Leistung. Das Fahrgestell hatte 292 cm Radstand. Als Aufbauten sind Tourenwagen, Roadster, Limousine und Coupé genannt. Der Neupreis betrug 1295 US-Dollar für die günstigste Ausführung.
Der Six war vermutlich nur ein Halladay mit Falcon-Markenzeichen. Sein Sechszylindermotor leistete 46 PS. Radstand und Aufbauten entsprachen dem Vierzylindermodell.
| Jahr      | Modell | Zylinder | Leistung (PS) | Radstand (cm) | Aufbau                                  |
| --------- | ------ | -------- | ------------- | ------------- | --------------------------------------- |
| 1921–1922 | Four   | 4        | 20            | 292           | Tourenwagen, Roadster, Limousine, Coupé |
| 1922      | Six    | 6        | 46            | 292           | Tourenwagen, Roadster, Coupé, Limousine |